# Bol'šezemel'skaja Tundra

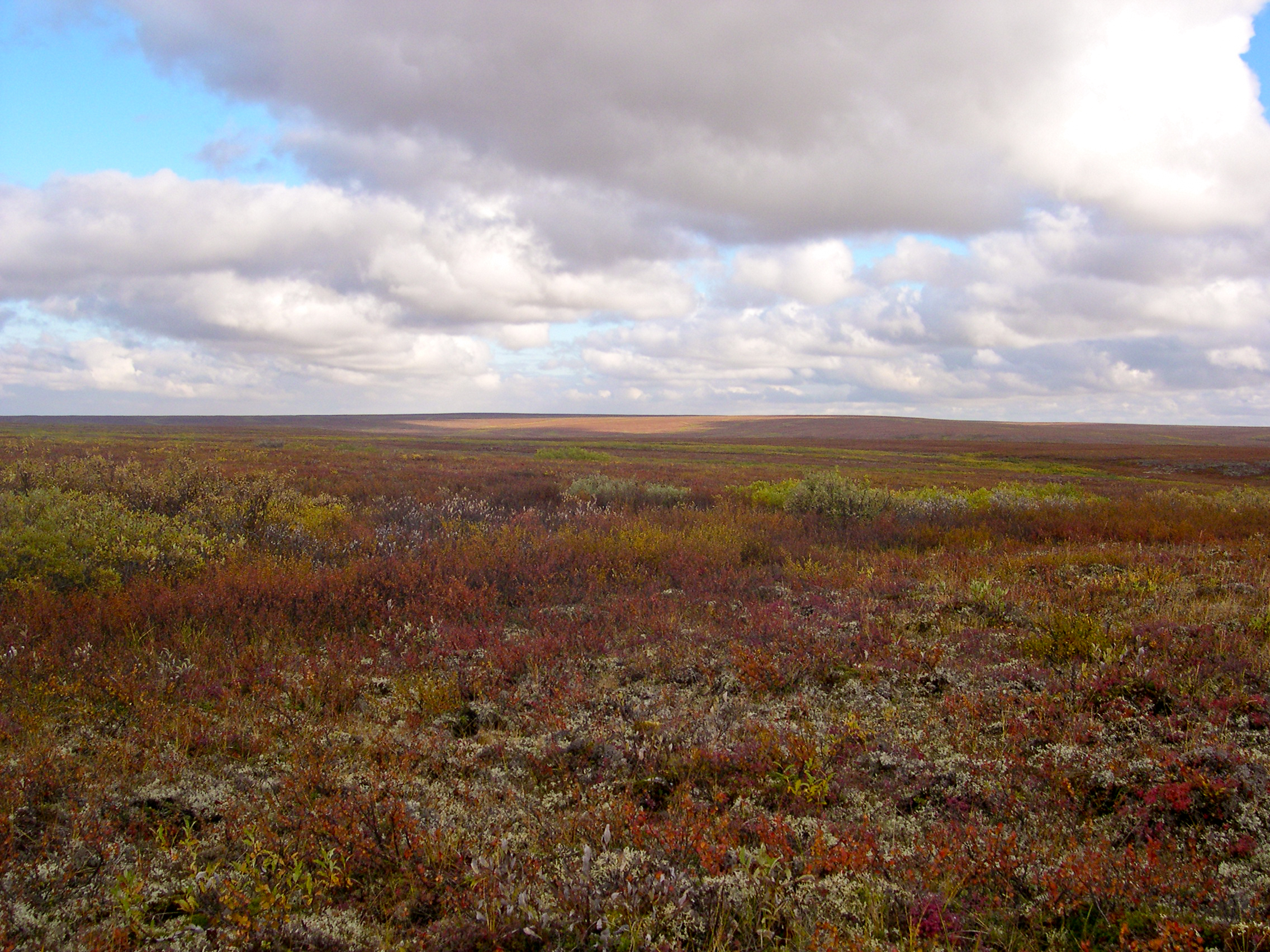
Paesaggio autunnale della Bol'šezemel'skaja Tundra nei pressi della città di Vorkuta.

La Bol'šezemel'skaja Tundra (in russo Большеземельская тундра?; in italiano Tundra della grande terra) è una vasta regione di pianure e basse colline moreniche estesa nella parte nordorientale della Russia europea, estesa nel territorio della Repubblica dei Komi e del circondario autonomo dei Nenec.

## Territorio
Il suo territorio è delimitato dal corso della Pečora ad ovest e sudovest, dal corso del suo affluente Usa a sud, dalle basse alture del Paj-Choj a nordest (che la separano dalla penisola della Jugra) e dalle alture di Černyšëv mentre digrada a nord sulla costa del mare della Pečora.
La Bol'šezemel'skaja Tundra è costituita da un territorio in prevalenza ondulato da bassissimi rilievi collinari di origine glaciale (morene), con una quota media di 100-150 metri s.l.m. e una quota massima intorno ai 250. Tali catene di rilievi morenici sono dette musjury; le maggiori sono Janejmusjur e Vangurejmusjur. Nelle zone più settentrionali, a clima più rigido, il territorio è interessato dal permafrost.

## Idrografia
Il territorio appartiene per la maggior parte al bacino idrografico della Pečora, sia tributandovi direttamente che tramite il suo importante affluente Usa; i maggiori fiumi che drenano questa parte del territorio sono la Šapkina, la Kolva, la Laja e la Adz'va. La parte settentrionale del territorio tributa invece direttamente al mare della Pečora; i corsi d'acqua più rilevanti sono qui la Čërnaja, la Korotaicha e il Moreju.

## Clima
Il clima della zona (secondo la classificazione di Köppen) è di tipo boreale, tranne che nelle zone più settentrionali dove diventa di tipo nivale della tundra. Le temperature e le precipitazioni diminuiscono andando da sud a nord e da ovest ad est: procedendo da sudovest a nordest, le temperature medie di gennaio calano da -16 °C a -20 °C, quelle di luglio da 12 °C a 8 °C e le precipitazioni da 450 millimetri a 250. In dipendenza delle caratteristiche climatiche, il manto vegetale più diffuso è la tundra artica, sostituita da una tundra alberata o da boschi di conifere nelle zone a clima meno freddo.

## Geografia antropica
La regione è molto poco popolata; l'unico centro abitato di una certa importanza è, nella regione uraliana, la città di Vorkuta, fondata come GULAG e sviluppatasi poi come centro urbano minerario, dal momento che la regione è dotata di discrete risorse minerarie (petrolio, gas naturale, carbone). La maggior parte della popolazione della Bol'šezemel'skaja Tundra è di etnia russa; sono minoritarie le etnie dei Nenec e dei Komi, originari abitatori dell'area, che costituiscono (dati del 1989) rispettivamente il 12% e il 9,5%